# Érselénd
Érselénd (románul Șilindru) falu Romániában, Bihar megyében.

## Fekvése
Közigazgatásilag a tőle 6 km-re fekvő Érsemjénhez tartozik.

## Története
1163-ban említi először hivatalos dokumentum Zerend, Serend formában. Neve az idő folyamán változott: 1339-ben villa Selend, 1416-ban Selind.  A török uralom idején a falu lakatlan volt. 1828-ban Ér Selénd, 1851-ben Ér-Selind, később csak Selind volt.
A település földesura egykor a váradi káptalan volt, később pedig birtokos lett itt a Fráter család is.
A káptalanon kívül dr. Miskolczy Imre volt itt nagyobb földbirtokos.

## Népesség
1828-as adatok szerint 563, 1910-ben 990, 1992-ben 1019 lakosa volt, ebből 164 román, 529 magyar, 15 német, 307 roma és 4 más.

## Közlekedés
A települést érinti a Nagyvárad–Székelyhíd–Érmihályfalva–Nagykároly–Szatmárnémeti–Halmi–Királyháza-vasútvonal.

## Nevezetességek
- Görögkatolikus temploma a 17. század elején épült.

## Híres emberek
- Itt született és itt halt meg Fráter Alajos (1809-1859) magyar honvédszázados.